# سنترال مارکت، کوالا لامپور
سنترال مارکت، کوالا لامپور (انگلیسی: Central Market, Kuala Lumpur) یک بازار در کوالا لامپور، مالزی است.

## پس زمینه
سنترال مارکت کوالالامپور در جالان تون تان چنگ لاک (خیابان فوش) و در کنار رود کلانگ واقع شده است، و یگانه پیاده راه جالان هنگ کسوری (خیابان راجر) در کنار این بازار، به فاصلهٔ چند دقیقه از پتالینگ استریت قرار دارد. این مکان در سال ۱۸۸۸ تأسیس شد و در ابتدا از آن، به عنوان بازار تره بار استفاده می‌شد، در حالیکه ساختمان کنونی آرت دکو در سال ۱۹۳۷ تکمیل شد. توسط انجمن میراث مالزی به عنوان یک بنای تاریخی طبقه‌بندی شده است و اکنون یک مکان برجسته برای میراث و فرهنگ مالزی است.